# Gianluca Grignani
Gianluca Grignani (Milánó, 1972. április 7. –) olasz énekes.

## Élete
1972-ben született Milánóban. Az északi városrészben nőtt fel, majd Brianzába költözött 17 évesen, ahol helyi lokálokban zenélt. Nagy áttörést 1995 hozott el számára, amikor a Sanremói Dalfesztiválon a Destinazione paradiso című dalával részt vett és hatodik lett a fiatalok versenyében.A dal nevével fémjelzett stúdió lemezéből egy év alatt 2 millió példány kelt el, a dal pedig a slágerlisták 10. helyét érte el abban az évben. A dal maga egy tragédiát dolgoz fel: Gianluca barátnője 1995 elején meghalt és ez hatással volt a dal megszületésének körülményére. Gianluca arról énekel, hogy néhai barátnőjét csak úgy tudná látni ismét ha öngyilkos lenne.
A következő évben Telegatto-díjat nyert, majd elkészítette a Destinazione paradiso (Végállomás a paradicsom) dalának spanyol változatát, amivel Dél-Amerikában is ismert lett. Azóta további 7 új lemeze jelent meg. A legújabb 2008-ban adják ki. Grignani ebben az évben részt vesz a sanremói fesztiválon, immáron harmadik alkalommal.

## Lemezek
- 1995 - Destinazione Paradiso
- 1995 - Destino Paraíso
- 1996 - La Fabbrica di Plastica
- 1998 - Campi di Popcorn
- 1999 - Il Giorno Perfetto
- 2000 - Sdraiato Su Una Nuvola
- 2000 - Sentado En Una Nube
- 2002 - Uguali e Diversi
- 2003 - Succo di Vita
- 2005 - Il Re del Niente
- 2008 - Cammina Nel Sole
- 2010 - Romantico Rock Show
- 2011 - Natura Umana

## Kislemezek és videóklipek
- La mia storia tra le dita/videó - 1994
- Mi historia entre tus dedos/videó - 1994
- Destinazione paradiso/videó - 1995
- Destino Paraiso/videó - 1995
- Falco a metà - 1995
- Prino Treno Per Marte - 1995
- La Fabbrica di Plastica/videó - 1996
- L'Allucinazione - 1996
- Scusami se ti amo - 1996
- Solo cielo - 1996
- Baby Revolution/videó - 1998
- Mi Piacerebbe Sapere/videó - 1998
- Campi di Pop Corn - 1998
- La Canzone - 1999
- Il Giorno Perfetto/videó - 2000
- Speciale/videó - 2000
- Le Mie Parole/videó - 2001
- Quella Per Me - 2001
- Uguale e Diversi/videó - 2002
- Lacrime Dalla Luna - 2002
- L'Aiuola/videó - 2002
- L'Aiuola (Remix) - 2002
- L'Estate/videó - 2002
- Lady Miami - 2002
- Mi Stracci Il Cuore/videó - 2003
- Succo di Vita/videó - 2003
- Bambina Dallo Spazio/videó - 2005
- Arrivi tu - 2005
- Il Re Del Niente/videó - 2005
- Liberi di Sognare/videó - 2006
- Liberi di sognare/videó - 2006
- Cammina nel sole / videó - 2008
- Ciao e arrivederci / videó -2008
- Vuoi vedere che ti amo - 2008
- Sei sempre stata mia / videó - 2010
- Il più fragile/videó - 2010
- Sei unica / videó - 2010
- Romantico Rock Show / videó -2011
- Un ciao dentro un addio / videó -2011
- Natura umana / videó -2011
- Sguardi / videó - 2012
- Le scimmie parlanti / videó -2012